# ディアブロ (競走馬)
ディアブロ (Diablo) は、アメリカ合衆国生産の競走馬、種牡馬。産駒にエキサイティングストーリー、ナイキアディライトなどがいる。

## 経歴
競走馬時代はニューヨーク州サラトガ競馬場のビル・モットに管理され、4、5歳時に距離6ハロンの重賞競走1勝ずつを挙げた。通算では9勝。G1競走ではNYRAマイルハンデキャップの3着が最高成績であった。
競走馬引退後はフロリダ州で繋養され、4年目の産駒からメトロポリタンハンデキャップ優勝馬エキサイティングストーリーを出し、G1優勝馬の父となる。しかし総体的には振るわず、1998年に日本において同父デヴィルズバッグ産駒のタイキシャトルが活躍したことを受け、日本に輸出された。日本では地方競馬を中心に初年度産駒が続々と勝利、中央競馬所属馬ではエースインザレースがダートグレード競走の兵庫ジュニアグランプリを制し、2002年度の地方競馬新種牡馬ランキングで1位を獲得、中央競馬の新種牡馬ランキングでも3位に付けた。翌2003年にはナイキアディライトが南関東競馬のクラシック二冠を獲得。当年、180頭以上の交配相手を集めた。
その後はナイキアディライトがダートグレード競走で2勝、やはり初年度産駒のマイネサマンサが重賞2勝を挙げたものの、以降の世代の産駒が目立った成績を挙げられず、種付け頭数は急減する。2006年には繋養されていたアロースタッドを退厩。当年には地方競馬の2歳リーディングサイアーを獲得しており、以後も種牡馬生活の続行が発表されていたが、2007年4月30日付けで種牡馬から用途変更となった。以後の消息は不明である。

## 馬齢別競走成績
- 2歳（1989年）- 1戦1勝
- 3歳（1990年）- 1戦0勝
- 4歳（1991年）- 12戦5勝（トゥルーノースハンデキャップ・G2 3着-NYRAハンデキャップ・G1）
- 5歳（1992年）- 6戦3勝（フィンガーレイクスブリーダーズカップハンデキャップ・G3）

## 主な産駒
※括弧内は当該馬の勝利重賞競走（日本国内における地方競馬限定重賞については省略）。太字はG1級競走。
- 1994年産
  - Diablo's Story（ナタルマステークス）
  - Diablo's Peace（マイディアステークス）
- 1997年産
  - Exciting Story（メトロポリタンハンデキャップ、スウィンフォードステークス、ヴィジルステークス）
- 2000年産
  - ナイキアディライト（かしわ記念、日本テレビ盃2回、ブルーバードカップ、京浜盃、羽田盃、東京ダービー、マイルグランプリ、報知グランプリカップ、埼玉新聞杯、京成盃グランドマイラーズ、テレビ埼玉杯）
  - マイネサマンサ（京都牝馬ステークス、中山牝馬ステークス）
  - エースインザレース（兵庫ジュニアグランプリ）
  - ウィナーズキャロル（フロイラインカップ）
  - ディアブロメガミ（東海クイーンカップ）
- 2002年産
  - ウォーターオーレ（福山スプリントカップ、ファイナルグランプリ）
- 2003年産
  - グッドストーン（平和賞）
- 2004年産
  - スターゴールド（ヤングヒーロー）
  - タガタメ（リリーカップ、北斗盃）
  - フジノビビアン（サラ・プリンセス特別）
- 2005年産
  - ディアダンサー（フロイラインカップ）

### 母の父としての主な産駒
- 2005年産
  - ウィナーズディア：父トゥナンテ（キングカップ）
- 2012年産
  - グァンチャーレ：父スクリーンヒーロー（シンザン記念）
- 2013年産
  - モリデンルンバ：父マーベラスサンデー（ニューイヤーカップ）
  - ハイジャ：父シニスターミニスター（ゴールドジュニア、名古屋でら馬スプリント）
- 2016年産
  - ポッドギル：父フリオーソ（ユングフラウ賞）

## 血統表
| ディアブロの血統（ヘイロー系 / Mahmoud5×5=6.25%・父内） | ディアブロの血統（ヘイロー系 / Mahmoud5×5=6.25%・父内） | ディアブロの血統（ヘイロー系 / Mahmoud5×5=6.25%・父内） | （血統表の出典）       | （血統表の出典） |
| 父 Devil's Bag 1981 鹿毛 アメリカ                       | 父の父Halo 1969 黒鹿毛 アメリカ                         | Hail to Reason                                          | Turn-to                | Turn-to          |
| 父 Devil's Bag 1981 鹿毛 アメリカ                       | 父の父Halo 1969 黒鹿毛 アメリカ                         | Hail to Reason                                          | Nothirdchance          |                  |
| 父 Devil's Bag 1981 鹿毛 アメリカ                       | 父の父Halo 1969 黒鹿毛 アメリカ                         | Cosmah                                                  | Cosmic Bomb            | Cosmic Bomb      |
| 父 Devil's Bag 1981 鹿毛 アメリカ                       | 父の父Halo 1969 黒鹿毛 アメリカ                         | Cosmah                                                  | Almahmoud              |                  |
| 父 Devil's Bag 1981 鹿毛 アメリカ                       | 父の母Ballade 1972 黒鹿毛 アメリカ                      | Herbager                                                | Vandale                | Vandale          |
| 父 Devil's Bag 1981 鹿毛 アメリカ                       | 父の母Ballade 1972 黒鹿毛 アメリカ                      | Herbager                                                | Flagette               |                  |
| 父 Devil's Bag 1981 鹿毛 アメリカ                       | 父の母Ballade 1972 黒鹿毛 アメリカ                      | Miss Swapsco                                            | Cohoes                 | Cohoes           |
| 父 Devil's Bag 1981 鹿毛 アメリカ                       | 父の母Ballade 1972 黒鹿毛 アメリカ                      | Miss Swapsco                                            | Soaring                |                  |
| 母 Avilion 1974 鹿毛 アメリカ                           | 母の父Cornish Prince 1962 鹿毛 アメリカ                 | Bold Ruler                                              | Nasrullah              | Nasrullah        |
| 母 Avilion 1974 鹿毛 アメリカ                           | 母の父Cornish Prince 1962 鹿毛 アメリカ                 | Bold Ruler                                              | Miss Disco             |                  |
| 母 Avilion 1974 鹿毛 アメリカ                           | 母の父Cornish Prince 1962 鹿毛 アメリカ                 | Teleran                                                 | Eight Thirty           | Eight Thirty     |
| 母 Avilion 1974 鹿毛 アメリカ                           | 母の父Cornish Prince 1962 鹿毛 アメリカ                 | Teleran                                                 | Tellaris               |                  |
| 母 Avilion 1974 鹿毛 アメリカ                           | 母の母Style and Grace 1964 鹿毛 アメリカ                | Olympia                                                 | Heliopolis             | Heliopolis       |
| 母 Avilion 1974 鹿毛 アメリカ                           | 母の母Style and Grace 1964 鹿毛 アメリカ                | Olympia                                                 | Miss Dolphin           |                  |
| 母 Avilion 1974 鹿毛 アメリカ                           | 母の母Style and Grace 1964 鹿毛 アメリカ                | Plucky Roman                                            | Roman                  | Roman            |
| 母 Avilion 1974 鹿毛 アメリカ                           | 母の母Style and Grace 1964 鹿毛 アメリカ                | Plucky Roman                                            | Hasty Request F-No.2-b |                  |